# Seppo Pohjola
Seppo Pohjola (Espoo, 4 mei 1965) is een Fins componist.
Hij werd geboren binnen het gezin van muziekpedagoog Erkki Pohjola (1931-2009). Zijn muzikale opleiding kwam van de Finnen Olli Kortekangas, Olli Koskelin, Paavo Heininen en Erkki Jokinen. Zijn stijl is ook terug te voeren op die leraren: Eigentijdse klassieke muziek, waarbij aan de hand van zijn strijkkwartetten blijkt dat hij in de loop derjaren een wat behoudender stijl hanteert met elementen van de romantiek.
Hij beschouwt zelf zijn Strijkkwartet nr. 1 als zijn eerste belangrijke compositie.

## Werklijst

### Orkestwerken
- Symfonie nr. 1 (2002)
- Symfonie nr. 2 (2006)
- Symfonie nr. 3 (2011)
- Daimonion (1994)
- Vae Victis (1997)
- Vinha (1998)
- Taika (1999)
- Tralala (2000)
- Elämän kevät (2001) (voor strijkorkest)
- Liebelei (2001)
- Tapiolandia (2003)
- Citius, altius, fortius (2004)
- Whistles and whispers (2009)
- Sisu for Yoko (2005) (voor cello en strijkorkest)
- Pianoconcert (2015)

### Kamermuziek
- Strijkkwartet nr. 1  (1991)
- Strijkkwartet nr. 2  (1995)
- Strijkkwartet nr. 3  (2000)
- Strijkkwartet nr. 4  (2006)
- Game over (1996)
- New York New York (2001, de componist won een prijs met dit werk tijdens het kamermuziekfestival in Kuhmo)
- Dance in the rain (2005)
- Blaaskwintet (2007)
- Säde (2015)
- Häämarssi (2002) (voor orgel solo, Huwelijksmars)
- Splendori (1991) (voor piano)

### Vokaal
- Oravan laulu (2000) (voor gemengd koor)
- Gloria (2001) (voor gemengd koor)
- Identifying the beast (2001) (voor mezzosopraan en ensemble (Muziek)│ensemble)
- A night at the opera (2002) (voor sopraan en enselmble)
- Ukri (2003) (voor mannenkoor en orkest)
- Terve, kuu (2005) (voor kinderkoor)
- The wicked witch of the north (2007) (voor kinderkoor)
- Elämän kultapuu (2013) (cantate voor mannenkoor met tekst van  F. E. Sillanpään 125-vuotisjuhlille)

### Opera
- Arabian jänis, (2004) (mini-opera voor kinderen, Arabisch konijn)
- Kaappi, (2004) (kameropera)
- Rakkaimpani (2005) (kameropera, Mijn schat)
- Harrbådan neito (2015)
- Sillanpää (2013-'14, verwachte première in 2017)
- Harrbådan neito (2014-2015)

- Gemeinsame Normdatei: 143190113
- International Standard Name Identifier: 0000 0001 1061 2906
- Library of Congress Control Number: no97002021
- MusicBrainz: 550cb006-a2c0-4e2e-b91f-9660c4f15817
- Virtual International Authority File: 48826894
- WorldCat: E39PBJgMvC7GKpQqV4mg6mh8md